# Behlingen
Behlingen ist ein Dorf in der Gemeinde Kammeltal im schwäbischen Landkreis Günzburg.

## Lage
Behlingen liegt im südlichen Teil der Gemeinde Kammeltal an der Kreisstraße GZ 1 westlich der Kammel. Östlich der Kammel schließt sich direkt das Nachbardorf Ried an.

## Geschichte
Im Gegensatz zum Großteil der Gemeinde Kammeltal, der zum Herrschaftsbereich der Reichsabtei Wettenhausen gehörte, war das Dorf Teil des Reichslehens Neuburg an der Kammel, das im Laufe der Zeit von folgenden Adelsgeschlechtern beherrscht wurde: Weißenhorn-Neuffen (1209–1347), Ellerbach (1348–1458), Rechberg zu Hohenrechberg (1460–1524) und Vöhlin v. Frickenhausen (1524–1806).
Im Jahr 1806 kam der Ort wie die gesamte Herrschaft und das gesamte Gebiet zwischen Iller und Lech zu Bayern.
Bis zum Jahr 1972 war Behlingen eine selbständige Gemeinde im Landkreis Krumbach (Schwaben), zu der der etwa 1,5 Kilometer südlich gelegene Weiler Keuschlingen gehörte. Als dieser Landkreis im Zuge der Gebietsreform in Bayern aufgelöst wurde, wurde Behlingen, wie die meisten Gemeinden des Landkreises Krumbach Teil des Landkreises Günzburg. Behlingen und die Nachbargemeinde Ried, die ebenfalls zum Landkreis Krumbach gehörte, schlossen sich am 1. Juli 1972 mit fünf ebenfalls im Kammeltal gelegenen Gemeinden, die zum ehemaligen Landkreis Günzburg gehörten, zur Gemeinde Kammeltal zusammen.

## Bevölkerungsentwicklung
Es handelt sich um Einwohnerzahlen nach dem jeweiligen Gebietsstand bis 1970 und ohne die heute zugehörigen Ortsteile. Die Bevölkerungszahl im Ort von 1987 wurde als Gemeindeteil der Gemeinde Kammeltal angegeben. Die Zahlen sind Volkszählungsergebnisse mit Archivierungen des Bavarikon Internetportals des Freistaats Bayern.
| Jahr      | 1871 | 1925 | 1950 | 1970 | 1987 |
| Einwohner | 390  | 349  | 541  | 424  | 413  |

## Sehenswürdigkeiten
- Katholische Pfarrkirche St. Stephan, im Kern spätgotisch. Es folgten mehrere Um- und Ausbauten, unter anderem die Barockisierung im 17. und 18. Jahrhundert. Im Jahr 1955 wurde eine Purifizierung durchgeführt und bis 2006 fand eine völlige Neugestaltung statt, vor allem des Chorraumes.
- Pfarrhof, erbaut von Joseph Dossenberger im Jahr 1783.
- Kapelle Maria Trost, 1699 erbauter Rundbau am südlichen Ortsende an der Straße nach Keuschlingen. Der Eingang der Kapelle wurde 1968 verändert.
- Das Bauernhaus in der Max-Schmid-Straße ist ein zweigeschossiger und giebelständiger Satteldachbau mit Giebelgliederung und wurde im 19. Jahrhundert erbaut.

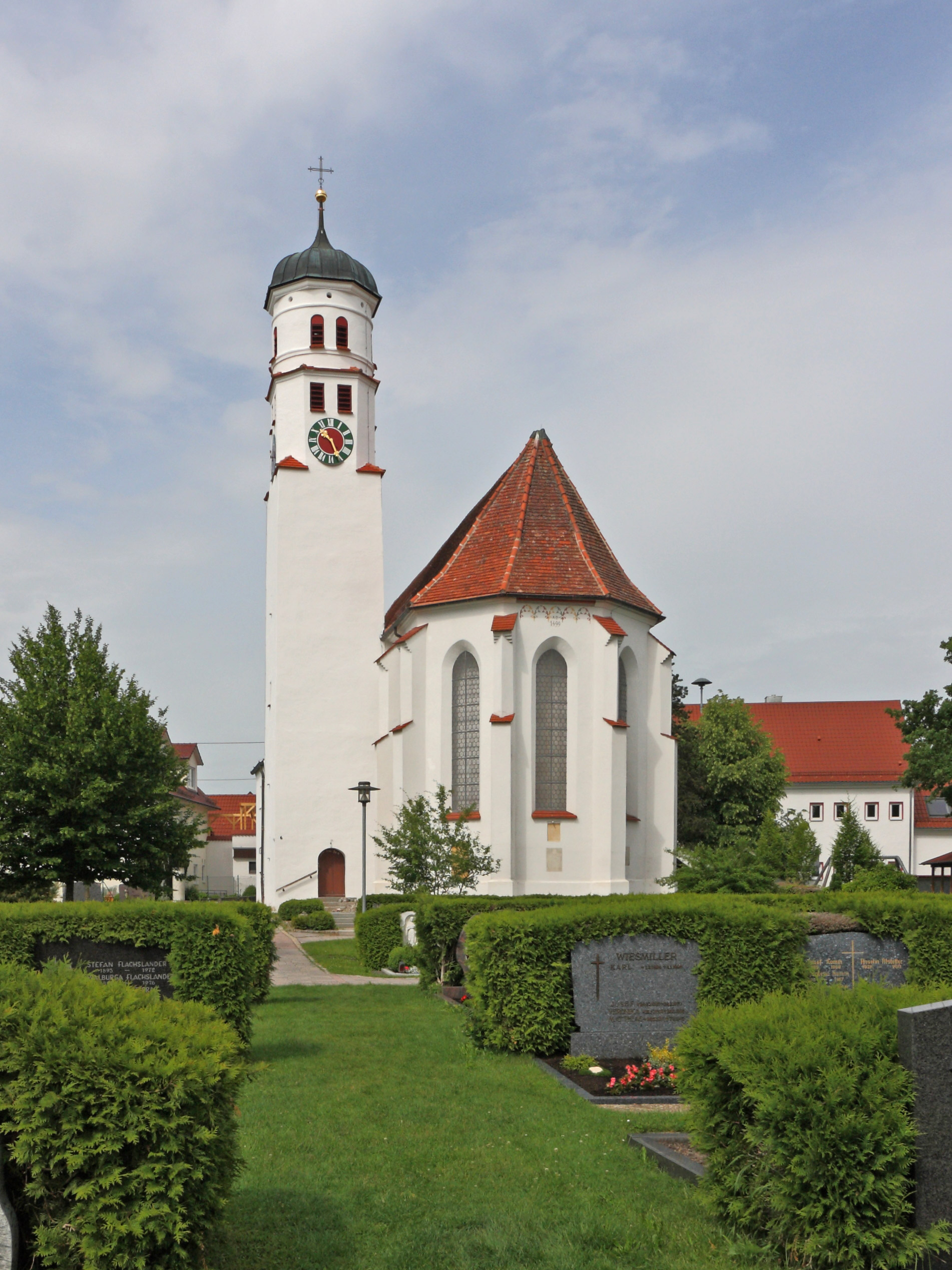
Katholische Pfarrkirche St. Stephan
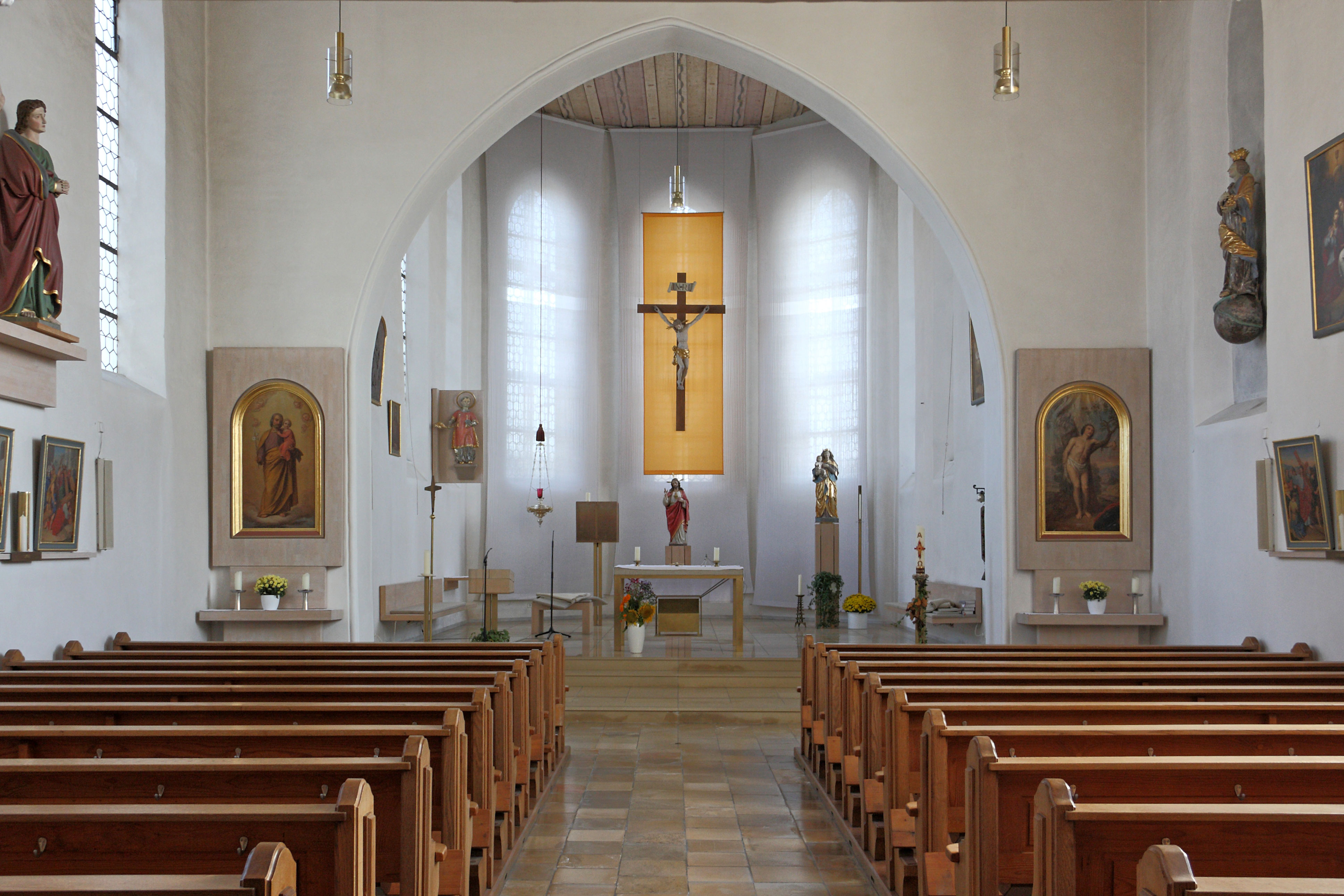
Altar mit Chor in der Kirche
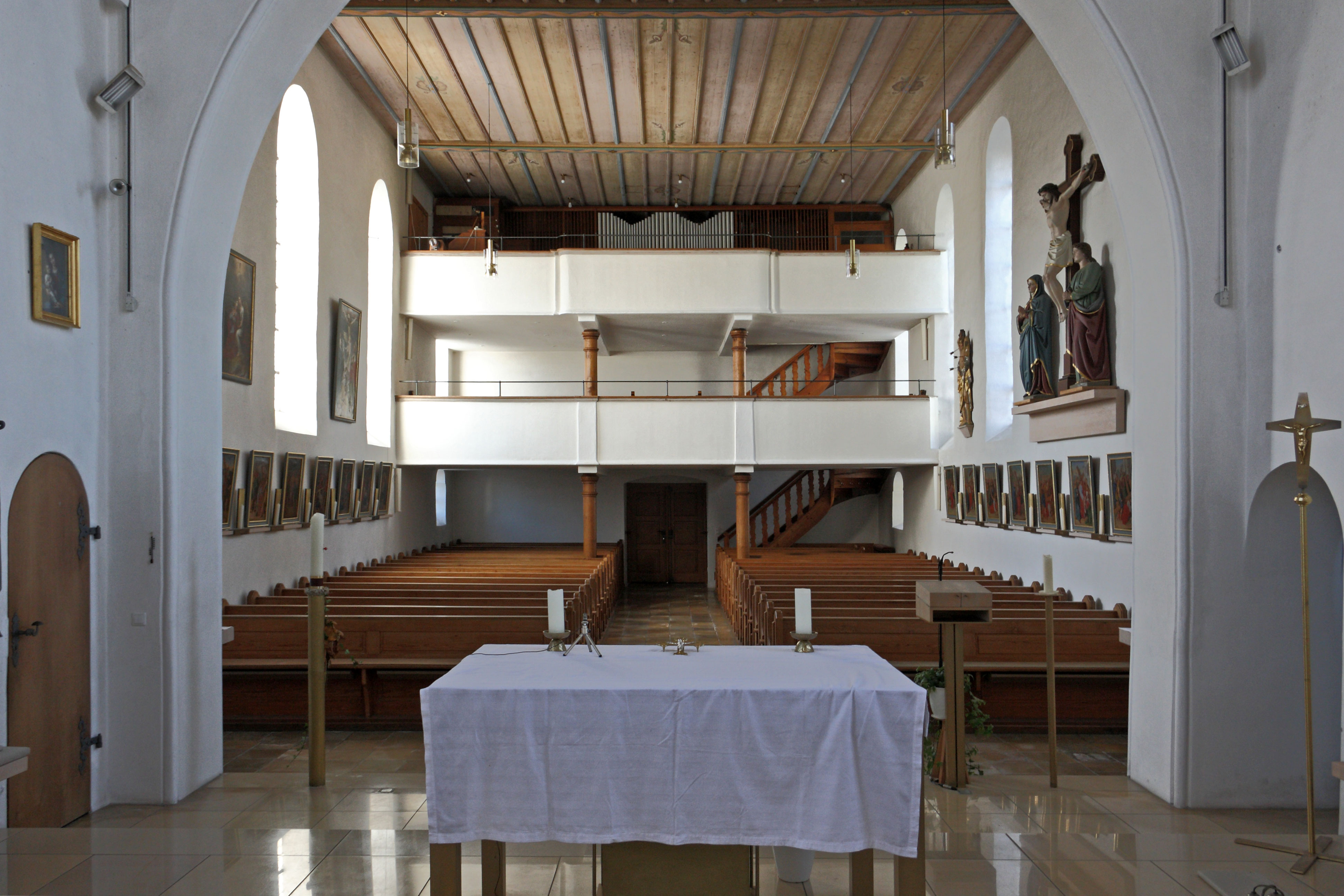
Empore mit Orgel
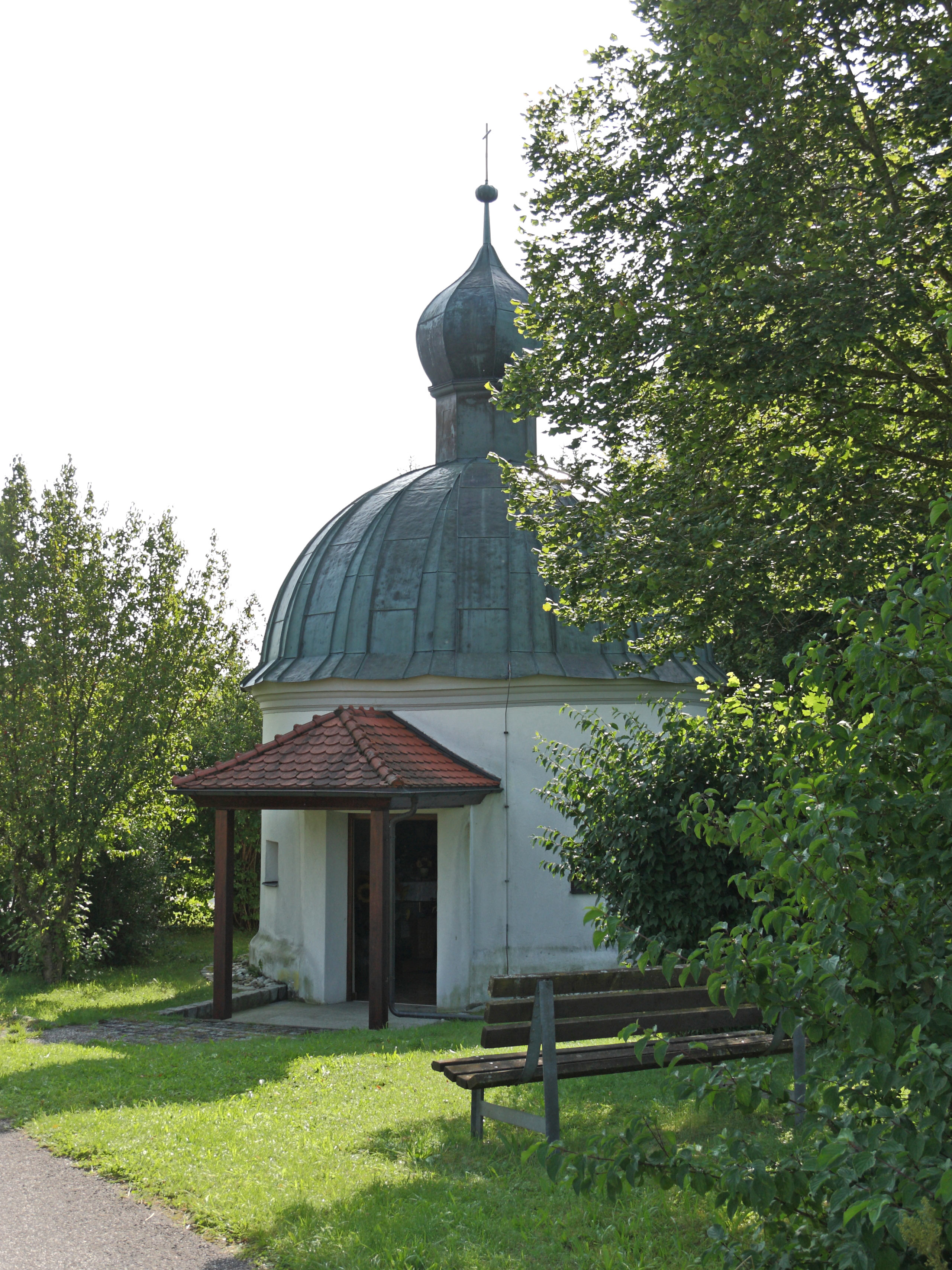
Kapelle Maria Trost
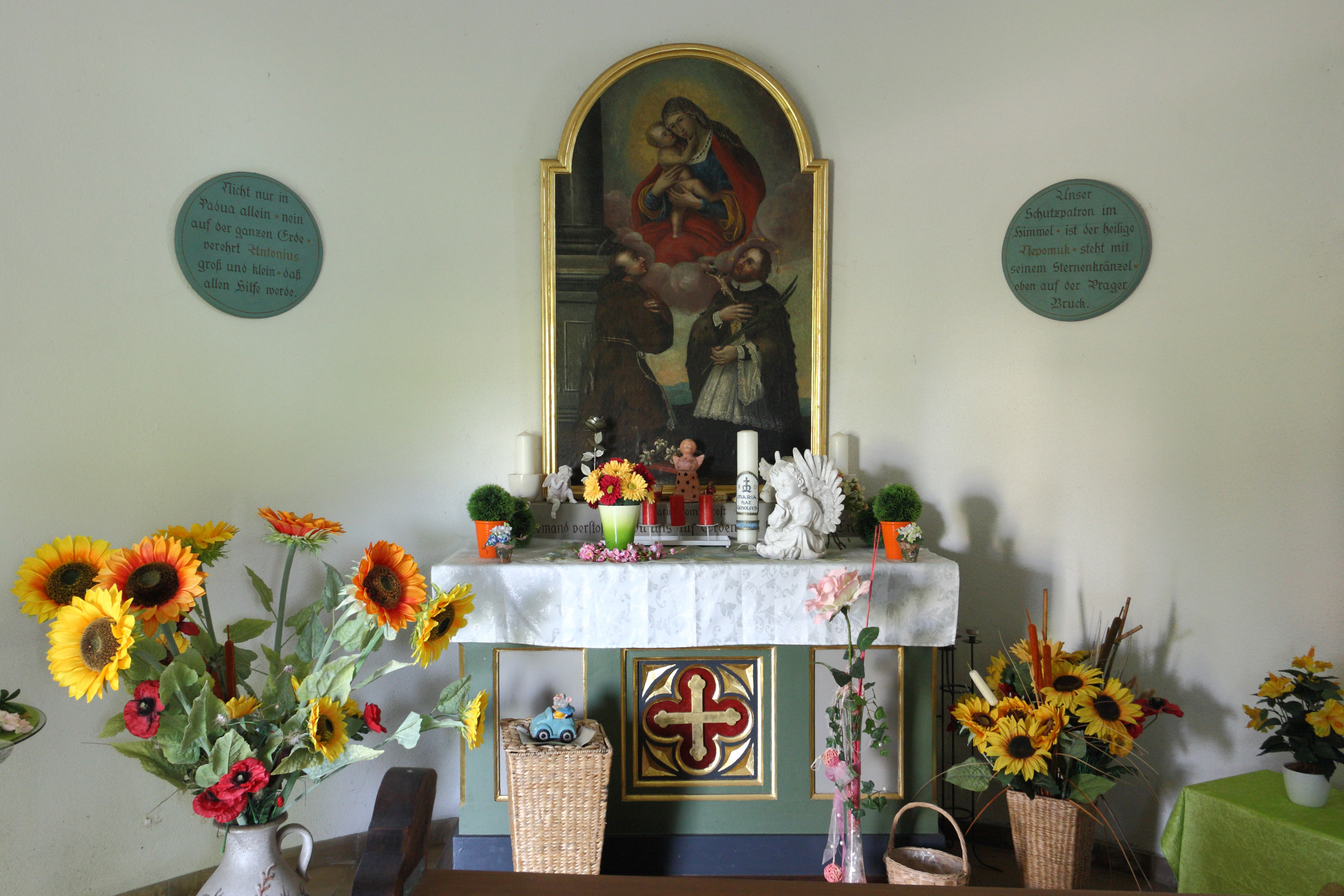
Altar in der Kapelle
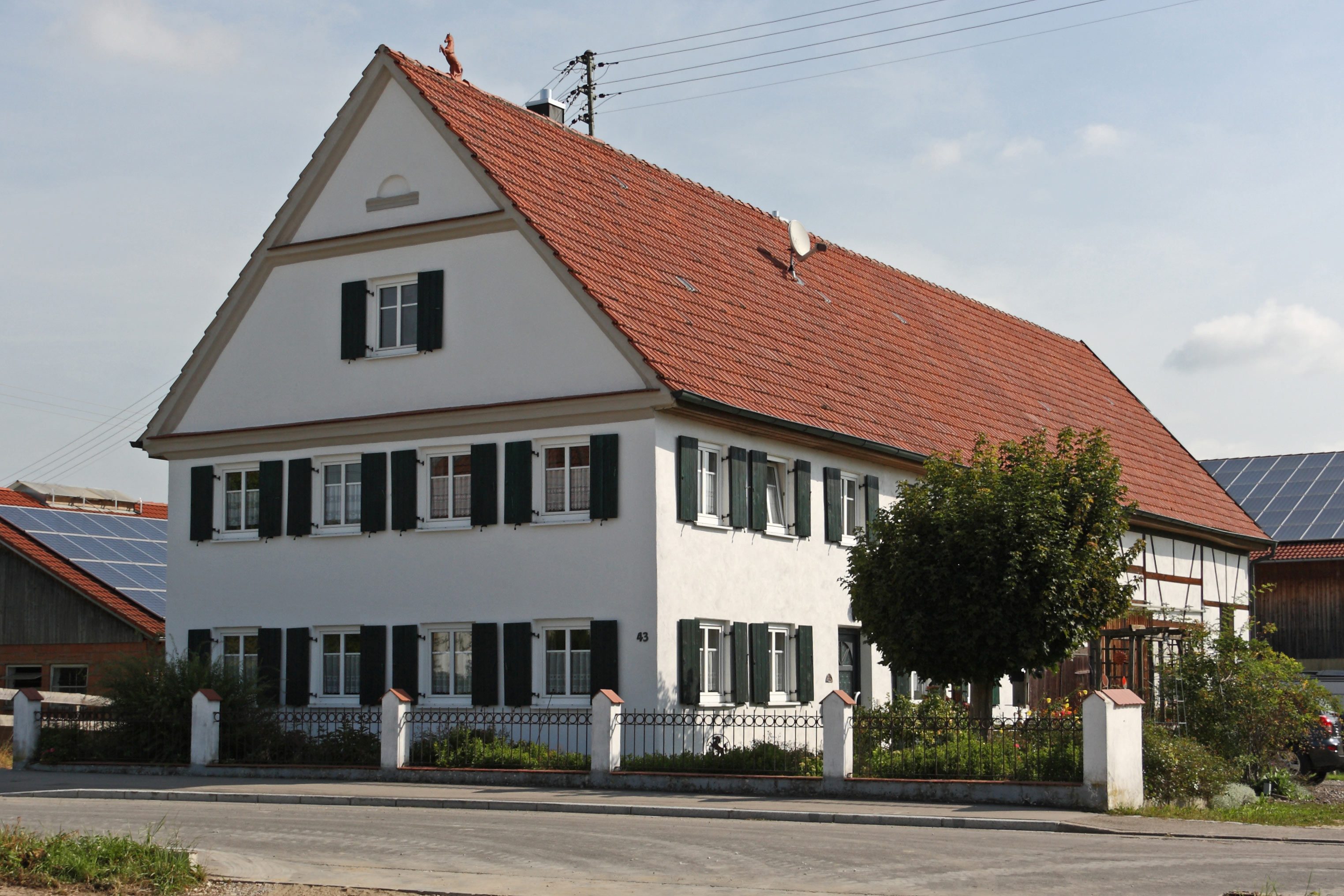
Altes Bauernhaus
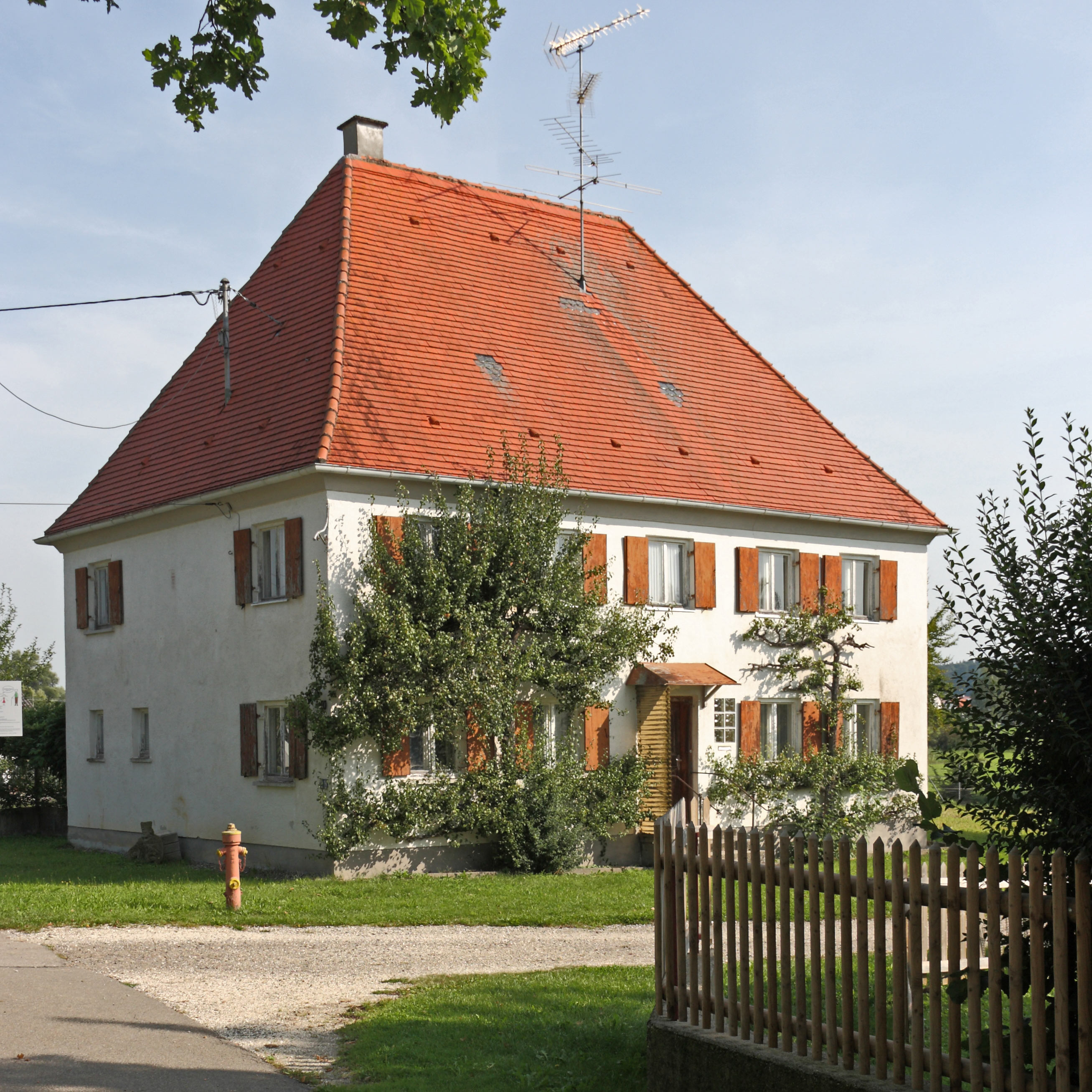
Pfarrhaus

(Quelle: )

## Bildung
- Im Kindergarten in Behlingen werden Kinder im Alter von 2 bis 6 Jahren bis zum Schuleintritt betreut.

## Persönlichkeiten
- Anton Schwarzkopf (1924–2001), Konstrukteur von Achterbahnen und Fahrgeschäften

## Sport- und Kulturvereine
- Faschingsfreunde Behlingen
- Freiwillige Feuerwehr Behlingen-Ried
- Jagdgenossenschaft Behlingen
- Musikverein Behlingen-Ried
- Obst-u.Gartenbauverein Behlingen-Ried
- Schützenverein Behlingen-Ried
- Seniorentreff Behlingen-Ried
- Soldaten- und Kameradschaftsverein Behlingen-Ried
- TSV Behlingen-Ried

## Sonstiges
Durch Behlingen führt der Kammeltal-Radweg.